# Pherecydes lucinae
Pherecydes lucinae là một loài nhện trong họ Thomisidae.
Loài này thuộc chi Pherecydes. Pherecydes lucinae được miêu tả năm 1980 bởi Dippenaar-Schoeman.